# Mitchell Kisoor
Mitchell Kisoor (sinh ngày 6 tháng 11 năm 1989) là một cầu thủ bóng đá người Suriname thi đấu ở vị trí tiền vệ.
Kisoor ghi 3 bàn thắng cho Đội tuyển bóng đá quốc gia Suriname tại Vòng loại Cúp bóng đá Caribe 2017.